# La Maison (série télévisée)
Pour les articles homonymes, voir La Maison.
La Maison est une série télévisée française réalisée par Fabrice Gobert et Daniel Grou et diffusée du 20 septembre au 15 novembre 2024 sur Apple TV+.

## Synopsis
Au cœur d'une maison de haute couture séculaire, le drame se mêle à la création. La famille Ledu, frappée par un scandale, voit son empire vaciller.
Perle Foster, une figure emblématique du passé, et Paloma Castel, une jeune créatrice avant-gardiste, unissent leurs forces pour réinventer l’institution. Entre tradition et modernité, elles vont devoir trouver un nouvel équilibre pour assurer la pérennité de cette maison mythique et s'imposer dans un monde en évolution.

## Distribution

### Acteurs principaux
- Lambert Wilson : Vincent Ledu
- Amira Casar : Perle Foster
- Carole Bouquet : Diane Rovel
- Zita Hanrot : Paloma Castel
- Pierre Deladonchamps : Victor Ledu, frère de Vincent et Marie
- Antoine Reinartz : Robinson Ledu, fils de Marie et Yann
- Anne Consigny : Marie Ledu, sœur de Vincent et Victor
- Florence Loiret Caille : Caroline Rovel, fille de Diane et femme de Victor
- Léa Drucker

### Acteurs secondaires
- Ji-Min Park : Ye-Ji Kang
- Sarah Stern : Lucy Corsini, assistante de Diane
- Corentin Fila : Solal Batetana (Ismaël El Mamba)
- Vincent Colombe : Nelson
- Marwan Tinhougga : Kader
- Betty Pierucci-Berthoud : Louise
- Louis-Do de Lencquesaing : Yann de Gueheneuc de Boishue, époux de Marie et père de Robinson
- Karina Testa : Judith, amante de Marie
- Vincent Faurie: Ouvrier ostréicole

### Invités
- Eva Herzigova : elle-même (épisodes 1 et 7)
- Mademoiselle Agnès : elle-même (épisodes 1, 2, 7, 9 et 10)
- Fleur Pellerin : Ministre de la Culture (épisodes 1 et 2)
- Amanda Lear : Marwa Jallab (épisodes 2 et 3)
- Olivier Rousteing : lui-même (épisode 4)
- Judith Henry : la juge (épisode 7)
- Bilal Hassani : lui-même (épisodes 9 et 10)

## Production

### Lieux de tournage
Le tournage a eu lieu notamment à l'hôtel de Beauvais (4e arrondissement) qui sert de décor au siège de la maison Ledu ; au château de Costaérès, sur l'île du même nom au large de Trégastel (Côtes-d'Armor), qui représente la propriété familiale Ledu en Bretagne ; à La Seine Musicale à la pointe aval de l'île Seguin à Boulogne-Billancourt (Hauts-de-Seine) qui tient lieu de siège pour le groupe Rovel et dans d'autres lieux.

## Épisodes
- 17 secondes

À la veille de la Fashion Week de Paris, l'illustre maison de couture Ledu est frappée par un scandale. Paloma et Ye-Ji, deux jeunes stylistes, profitent de cette opportunité.
- Népotisme

Vincent et Perle s'affrontent pour décider de l'avenir de la maison Ledu. Paloma et Ye-Ji arrive à un carrefour à la fois créatif et personnel.
- La photo de famille

La tempête médiatique s'apaise et l'heure des décisions cruciales a sonné. Paloma peine à trouver sa place dans cette famille déchirée par les alliances et l'égoïsme.
- La divorcée

Paloma prépare son premier défilé chez Ledu. La pression étant immense, elle doit déterminer sur qui elle doit compter.
- Tel père, telle fille

Victor fait face à un avenir incertain. Paloma est confronté à la réalité de la célébrité et ses retombés.
- Une bouteille à la mer

Toute la famille Ledu se retrouve pour Noël, mais la joie retombe vite à cause d'une révélation faite lors des célébrités.
- La vie en rose

Paloma séjourne en Bretagne pour passer du temps avec Vincent, ce qui ne manque pas de contrarier Ye-Ji et son équipe à l'atelier.
- Raz-de-marée

Quelques jours avant le défilé, Paloma n'a pas encore trouvé sa grande idée créative. Caroline s'apprête à agir.
- Être ou ne pas être un Ledu

La maison Ledu, unie à nouveau, tente le tout pour le tout une dernière fois. Victor est dans une impasse.
- L’île des morts

Dernier épisode de la saison. Les familles Ledu et Rovel se disputent le pouvoir et Paloma prend un risque immense.